# Кинеска Црвена армија
Кинеска Црвена армија, формално Кинеска радничко−сељачка Црвена армија или само Црвена армија, била је војно крило Комунистичке партије Кине од 1928. до 1937. године. Настала је када су се комунистички елементи Националне револуционарне армије расцепили и побунио се у Нанчанском устанку. Црвена армија је поново укључена у Националну револуционарну армију као део Другог уједињеног фронта са Куоминтангом да се бори против Јапанаца током Другог кинеско-јапанског рата 1937–1945. У каснијим фазама кинеског грађанског рата комунисти су се још једном одвојили и преименовали у Народноослободилачку армију.

## Историјат

### Формирање (крај 1920-их)
У лето 1926. КПК је преузела две дивизије снага Куоминтанга и повела војну побуну. Генерал националистичких снага Хе Лонг је командовао 20. корпусом како би им се придружио. Имали су укупно 20.000 војника и планирали су да заузму Гуангџоу. Међутим, они су поражени пре него што су стигли у Гуангџоу са само неколико хиљада људи који су преживели битку. Џу Де је предводио колону преживелих у Хунан да се боре у Устанку јесење жетве где су поново поражени. Након побуне, Мао Цедунг је побуњенике организовао у герилску војску, успоставивши револуционарну базу у планинама Ђинганг.  Две војске су удружиле снаге следеће године. У зиму 1927. КПК је планирала да освоји Гуангџоу; међутим, устанак је пропао и хиљаде побуњеника су убиле националистичке снаге генерала Ли Џишена.
Између 1928. и 1929. КПК је покренула више устанака. Мао Цедунг и Џу Де су водили организацију и обуку комунистичке војске,  укључујући Четврту армију, која је у лето 1928. имала око 6.000 људи и борила се у Ђангсију. Такође у лето 1928. Пенг Дехуај, командант пука националистичких снага, предводио је војну побуну. Преживели из устанка у Нанчангу, Хе Лонг, такође је створио војску у свом родном граду, са бившим владиним војницима као главном борбеном снагом.
Крајем 1920-их, комунистичким снагама су недостајали ресурси и ослањале су се на герилске тактике као што су операције „удри и бежи“ да би надокнадиле своја материјална ограничења.

### Рани успеси (почетак 1930-их)
Почетком 1930. године створено је више црвених армија и број  војника је убрзано растао. До лета 1930. кинеска Црвена армија је нарасла на више од 100.000 војника и имала је неколико базних области, као што су, између осталих, јужни и северни Ђангси, западни Хубеј и источни Хунан. Пета армија Пенг Дехуаја напала је и заузела Чангшу, главни град Хунана. Након напада, Ђангси је постао највећа база кинеске Црвене армије. У јесен 1930. Седма армија Денг Сјаопинга напустила је своју базу у Гуангсију.
Године 1931, кинеска Црвена армија је три пута поразила националистичке снаге великим нападом, због чега су националистичке снаге изгубиле скоро 100.000 војника. Неколико мањих црвених армија се окупило и формирало групну војску. У лето 1931. генерал Џанг Гуотао је стигао у базу Четврте Црвене армије и преузео војску. Он је убио већину виших официра Четврте Црвене армије, укључујући Сју Џишена, Џоу Веђионга и Сјаофанга. Слични покрети су се такође десили у западном Хубеју; у пролеће 1931. Сја Си је преузео Хе Лонгову војску и убио већину његових високих официра укључујући Дуан Дечанга.
У јесен 1932. године, националистичке снаге су окупиле 300.000 војника да нападну Четврту Црвену армију. Већина будућих генерала националистичких снага учествовала је у овој бици као што су Хуанг Веј, Ду Јуминг, Сун Ли-јен и други. Изгубивши више од половине својих војника, Четврта Црвена армија је поражена и морала је да се повуче из области базе. Хе Лонгова Трећа армија такође је претрпела значајне губитке, са више од 10.000 војника који су изгубили животе након што су напустили западни Хубеј. Током овог времена, било је и неколико битака између националистичких снага и Прве Црвене армије у Ђангсију.
У пролеће 1933. Прва Црвена армија је поразила четврти напад великих размера националистичких снага и елиминисала две и по своје елитне дивизије. Неколико генерала националистичких снага је такође заробљено. 1933. Четврта Црвена армија стигла је у Сечуан и регрутовала више од 80.000 војника. То је довело до тога да војсковођа Сечуана Љу Сјанг скупи 200.000 војника да нападне Четврту Црвену армију у јесен.

### Порази (средина 1930-их)
1934. године, националистичке снаге су купиле ново немачко оружје и покренуле пети велики напад на базу Црвене армије у Ђангсију. Прва Црвена армија изгубила је у овој бици више од 50.000 војника и морала је да напусти Ђангси да би успоставила нову базу. Ово је био почетак Дугог марша. Око 30.000 војника је остављено да брани базе у јужној Кини. У исто време, Четврта Црвена армија је победила нападе Љу Сјанга, који је у борби изгубио више од 80.000 војника. Пре него што је Прва Црвена армија започела Дуги марш, Шеста легија Сјао Кеа стигла је у источни Гуиџоу и удружила снаге са Хе Лонговом Трећом армијом. Након тога, Трећа армија је променила ознаку у Друга легија.
У јесен 1935. Прва Црвена армија стигла је у северни Шанси са само 6.000 војника након што је на том путу изгубила више од 80.000. У исто време, Четврта Црвена армија се преселила у северни Сечуан и планирала да нападне Ченгду. До краја 1935. изгубили су више од 40.000 војника и били су поражени. Због тога су били принуђени да се преселе у јужни Гансу и сачекају да стигну Хе Лонгова Друга и Шеста легија.

### Формирање нове армије (крај 1930-их)
У лето 1936. Друга легија, Шеста легија и 32. армија формирале су нову групу армија. Названа је Друга Црвена армија и Хе Лонг је добио задатак да буде њен командант. Друга Црвена армија и Четврта Црвена армија стигле су у северни Шанси у јесен 1936. Отприлике у исто време, отприлике 21.000 војника из Четврте Црвене армије напало је Гансу, желећи да пронађу пут до Совјетског Савеза. Крајем 1936. поразио их је Ма Буфанг, генерал националистичких снага, а заробљено је више од 6.000 војника. Преживели су само Сју Сјангкјан и други високи официри. Због овог великог неуспеха, врховном команданту Четврте Црвене армије Џанг Гуотаоу је одузета војна моћ.
Када је 7. јула 1937. избио антијапански рат, комунистичке војне снаге су номинално интегрисане у Националну револуционарну армију Републике Кине, формирајући Армију Осме руте и јединице Нове Четврте армије. Прва Црвена армија је интегрисана у 115. дивизију НРА. Друга Црвена армија је интегрисана у 120. дивизију НРА. Четврта Црвена армија је интегрисана у 129. дивизију НРА. Ове три дивизије имале су укупно 45.000 војника. 10.000 војника је остављено да брани области база у северном Шансију. У јужној Кини, 10.000 војника Нове Четврте армије деловало је као герилска снага. У време Другог кинеско-јапанског рата ове две армије су садржале милион наоружаних људи. Црвена армија је брзо расла током рата, укључујући и кампање масовне мобилизације које су деловале иза непријатељских линија.  На крају Другог кинеско-јапанског рата, Црвена армија је имала 2 милиона припадника милиције и 900.000 редовних војника.

### Реорганизација у Народноослободилачку армију
Године 1947. Црвена армија је реорганизована у Народноослободилачку армију.  Наставила је да делује као герилска војска ослоњена на подршку сељаштва.  У време када је НР Кина успостављена. 1. октобра 1949. НОА је имала 5,5 милиона људи, првенствено лаке пешадије.
Након што је Комунистичка партија преузела власт 1949. године, ветерани Црвене армије су поштовани у култури континенталне Кине и разликују се од оних који су се придружили Комунистичкој партији након интеграције са националистима или током друге етапе грађанског рата.
Године 1954, однос између Партије и војске је додатно институционализован оснивањем Централне војне комисије.